# Gonystylus spectabilis
Gonystylus spectabilis är en tibastväxtart som beskrevs av Airy Shaw. Gonystylus spectabilis ingår i släktet Gonystylus och familjen tibastväxter. Inga underarter finns listade i Catalogue of Life.